# Araneus bimaculicollis
Araneus bimaculicollis är en spindelart som beskrevs av Hu 200. Araneus bimaculicollis ingår i släktet Araneus och familjen hjulspindlar. Inga underarter finns listade i Catalogue of Life.